# Byzantologie

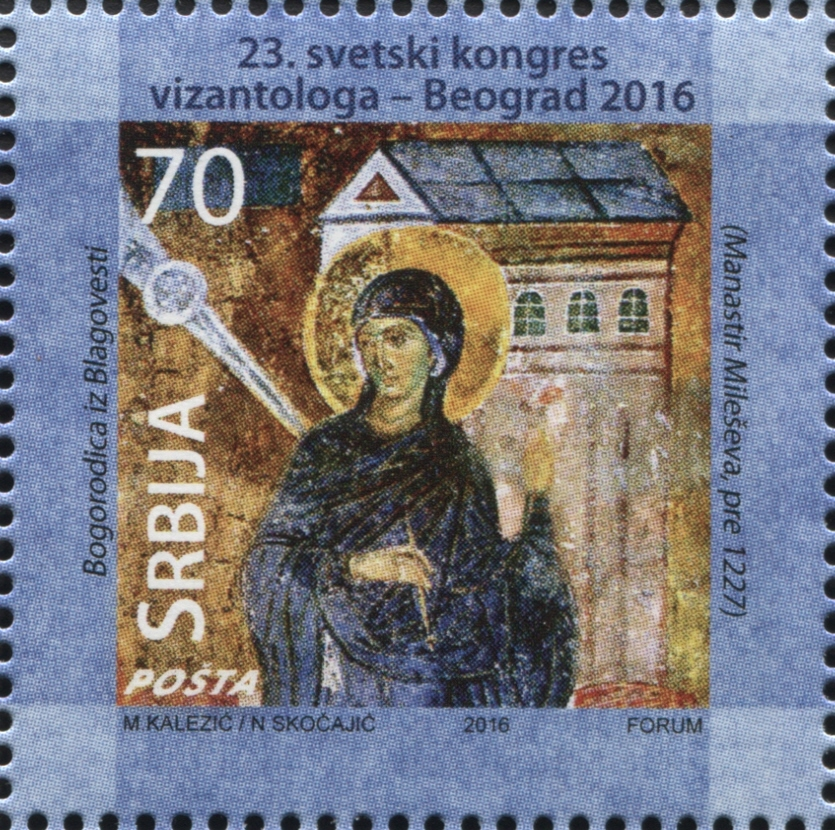
23. byzantologický kongres v Bělehradě, Srbsko. 2016; poštovní známka Srbska

Byzantologie (méně často byzantistika) je interdisciplinární vědní obor, zabývající se historií, kulturou, náboženstvím, uměním, vědou, ekonomikou a politikou Byzantské říše. Zakladatelem byzantských studií byl německý renesanční humanista a filolog Hieronymus Wolf.

## Významní byzantologové
- Karl Krumbacher
- Alexander Avenarius
- František Dvorník
- Lubomír Emil Havlík
- Lubomíra Havlíková
- Růžena Dostálová
- Věra Hrochová
- Konstantin Jireček
- Bohumila Zástěrová
- Milada Paulová

## Významné vědecké časopisy
- Bollettino della Badia Greca di Grottaferrata
- Byzantina Symmeikta
- Byzantine and Modern Greek Studies, Oxford, ISSN 0307-0131.
- Byzantinische Forschungen
- Byzantinische Zeitschrift, od 1892
- Byzantinisch-neugriechische Jahrbücher, od 1920
- Byzantion. Revue internationale des études byzantines, Brusel, od 1924
- Byzantinoslavica. Revue internationale des Etudes Byzantines, Verlag Euroslavica, Praha, ISSN 0007-7712, od 1929
- Dumbarton Oaks Papers, Dumbarton Oaks Center for Byzantine Studies, Washington/D.C. od 1941
- Göttinger Beiträge zur Byzantinischen und Neugriechischen Philologie
- Gouden hoorn, Amsterdam, ISSN 0929-7820
- Jahrbuch der Österreichischen Byzantinistik, od 1951
- Nea Rhome. Rivista di ricerche bizantinistiche, Řím, ISSN 1970-2345. od 2004
- Revue des études byzantines, Paris, ISSN 0373-5729. od 1943
- Rivista di studi bizantini e neoellenici, Řím, ISSN 0557-1367
- Vizantijskij vremennik (Византийский временник), Moskva, ISSN 0132-3776. 1894–1927; nová série od 1947
- Zbornik radova Vizantološkog Instituta (Зборник радова Византолошког Института), Bělehrad, ISSN 0584-9888. od 1952